# Omalanthus stokesii
Omalanthus stokesii là một loài thực vật thuộc họ Euphorbiaceae. Đây là loài đặc hữu của Polynésie thuộc Pháp.